# Condado de Carroll (Nova Hampshire)
O Condado de Carroll é um dos 10 condados do estado norte-americano de Nova Hampshire. A sede do condado é Ossipee, e a sua maior cidade é Conway.
O condado tem uma área de 2569 km², dos quais 150 km² estão cobertos por água, uma população de 47 818 habitantes, e uma densidade populacional de 19,8 hab/km² (segundo o censo nacional de 2010).
O condado foi fundado em 1840 e o seu nome é uma homenagem a Charles Carroll de Carrollton (1737-1832), o único católico e o último sobrevivente do grupo que assinou a Declaração de Independência dos Estados Unidos em 1776.